# Marjorie Kane
Marjorie Kane (Chicago, 28 de abril de 1909 – Los Angeles, 8 de janeiro de 1992) foi uma atriz de cinema e teatro  americana. Ela apareceu em 68 filmes entre 1929 e 1951, ocasionalmente sob o nome de Babe Kane. 

## Carreira
Ela apareceu no palco por 11 anos antes de assinar um contrato de 5 anos com Mack Sennett em 1929. Seu contrato foi validado pelo juiz Keech, superior de Los Angeles, devido a sua idade de assinatura legal (ela tinha 20 anos na época). 
Sua longa carreira na peça Good News recebeu críticas favoráveis e interessou dois estúdios em fazer seus testes de tela em 1928. "Quando fiz meus testes na tela, fiquei continuamente consciente do fato de estar na frente de uma câmera de cinema e ter que agir. Eu estava morrendo de medo e não podia fazer nada. Eu tentei o meu melhor para ser natural, mas falhei terrivelmente".

## Filmografia selecionada
- Border Romance (1929)
- The Dance of Life (1929)
- The Great Gabbo (1929)
- Be Yourself (1930)
- Ladies in Love (1930)
- Sunny Skies (1930)
- Billboard Girl (1932)
- The Loud Mouth (1932)
- The Dentist (1932)
- The Pharmacist (1933)
- Blue of the Night (1933)
- Merrily We Live (1938)
- The Gladiator (1938)
- Girl Trouble (1942)
- Girls of the Big House (1945)